# Крамер Даніїл Борисович
Даніїл Борисович Крамер (англ. daniel Kramer; нар. 21 березня 1960, Харків) — радянський і російський джазовий піаніст, педагог, композитор, продюсер, Народний артист Росії (2012). Дійсний член Російської Академії Мистецтв (2014).

## Біографічні відомості
Народився в сім'ї вчителя і лікарки. Батьки віддали сина в Харьковськую середню спеціальну музичну школу (клас фортепіано О. В. Іоліс). На Республіканському конкурсі п'ятнадцятирічний школяр не лише отримав Першу премію як піаніст, але завоював ще і Другу премію як композитор. Незабаром він продовжив свою освіту в московському Музично-педагогічному інституті імені Гнесиних як піаніст академічного напряму (клас професора Е. Я. Ліберман). Паралельно почав серйозно займатися джазом і 1982 року отримав Першу премію на конкурсі фортепіанних джазових імпровізаторів у Вільнюсі (Литва).
У 1985-1986 — соліст Московської державної філармонії і Москонцерта. Бере участь у всіх вітчизняних джазових фестивалях і гастролює по європейських країнах, серед яких Австрія, Угорщина, Німеччина, Італія, Іспанія, Польща, Чехословаччина, Фінляндія, Франція, США та Швеція, а також по країнах Центральної і Південної Америки, Африки, а також в Австралії і в Китаї.
Почесний член Сіднейського Професійного джазового клубу (Professional Musicians’ Club).
З 1983 викладав в училищі імені Гнесиних.
З 1994 викладає в Московській консерваторії.
У 1997 на каналі ОРТ була показана серія уроків джазової музики, і була випущена відеокасета «Уроки джазу з Данилом Крамером» під загальною назвою «Сучасний джаз Росії».

## Міжнародні джазові фестивалі, конкурси
- «Munchner Klavier sommer» (Німеччина)
- «Manly Jazz Festival» (Австралія)
- «European Jazz Festival» (Іспанія)
- «Baltic Jazz» (Фінляндія)
- «Foire de Paris» (Франція)
- Арт-директор російських джазових фестивалів — в Тюмені, Катеринбургу, Омську, Пермі, Сургуте, Самарі, Нижньому Новгороді, Суздале, Уфі і Саратові
- «Джазова музика в академічних залах» (концертно-гастрольний абонемент)
- Перший міжнародний конкурс джазових піаністів. Голова журі. (відкритий в березні 2005 спільно з Павлом Слободкіним)
- Фестиваль «Місто глазами джазу|Jazz collection»
- «Зірки джазу над Єнісеєм»
- Фестиваль «Садиба Jazz»

## Дискографія
- Даниил Крамер и Steve Blayer, «Vermont Wanderer», 1995.
- Даниил Крамер и Квартет им. Глинки, «Imagine», CD, 1999.
- Даниил Крамер и Александр Фишер, «Hi, Pite!», CD, 2001.
- Даниил Крамер, «Jazz Games», 2CD, 2003.
- Даниил Крамер, Евгений Шестаков и Омский академический симфонический оркестр, CD, 2004.
- Даниил Крамер, Олег Бутман и Rich Goods, CD, 2008.
- Даниил Крамер, «Jazz Games», CD, 2009.

## Винагороди, конкурси і звання
- Народний артист Російської Федерації (2012)[1]
- Заслужений артист Російської Федерації (1997)
- Перша премія на Республіканському конкурсі (Харків)
- Друга премія на Республіканському конкурсі (Харків)
- Перша премія на конкурсі фортепіанних джазових імпровізаторів у Вільнюсі (Литва)
- Європейська Премія імені Густава Малера (листопад 2000 року)
- Академік Російської Академії Мистецтв (2014)